# Oropher
Oropher est un personnage des œuvres de J.R.R. Tolkien, notamment "Le Silmarillion" et "les Contes Inachevés". Elfe Sinda, il occupe une place significative dans l'histoire de la Terre du Milieu. Né pendant le Premier Age, Oropher était un descendant des Elfes qui choisirent de ne pas suivre les Valar en Valinor, préférant rester en Terre du Milieu. Il est connu principalement en tant que père de Thranduil et grand-père de Legolas, deux personnages clés dans les événements ultérieurs.

## Histoire
Aucun ancêtre d’Oropher n’est connu, et bien que les théories abondent selon lesquelles il était apparenté à Thingol, roi de Doriath, cela n’a jamais été confirmé.
Oropher a vécu dans le royaume de Doriath jusqu’au meurtre de Thingol par les nains. La mort de Thingol précède de peu la chute de Doriath, car avec le départ de Melian disparaît l'anneau qui avait protégé Doriath pendant de longues années, et rien ne s'oppose à la vengeance des Nains. 
Oropher a survécu à la guerre de Doriath et de Nogrod et au Second Massacre Fratricide. Après la Guerre de la Grande Colère, il alla au-delà des Montagnes Bleues. 

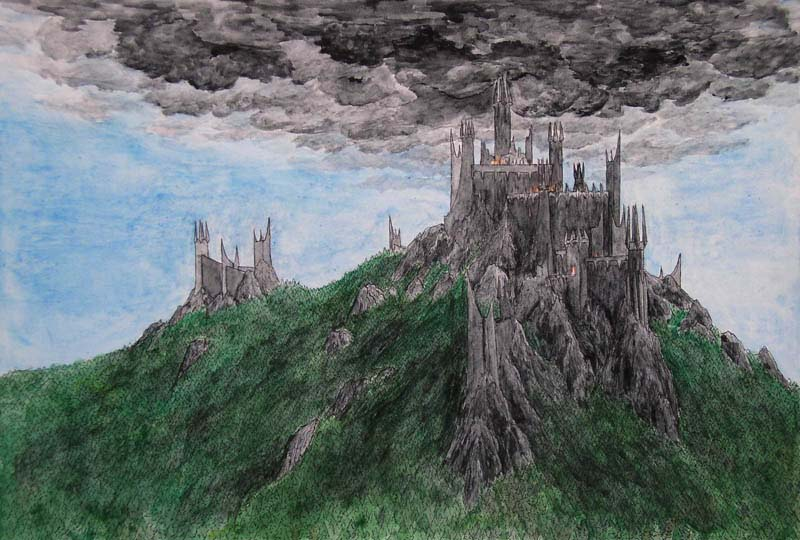
Amon Lanc, rebâtie par Sauron

Oropher était avec son peuple dans les Champs aux Iris mais celui-ci en eut assez de la proximité avec les Nains de la Moria et les excursions récurrentes de Celeborn et Galadriel et, au cours du Deuxième Age, une période marquée par la montée de Sauron et les luttes entre le bien et le mal, Oropher mena un groupe d'Elfes Sindar dans la forêt de Vertbois le Grand, qui deviendrait plus tard la Forêt Noire. Il y établit son royaume et devint roi de ces terres boisées, gouvernant avec sagesse et prudence. Cependant, Sauron, devenant de plus en plus puissant au Mordor, il dut faire migrer son peuple par trois fois vers le Nord.
Bien que le désir d’Oropher était de se distancer, lui et son peuple, des affaires du reste du monde, il pouvait voir le danger que représentait Sauron et que sa défaite apporterait la paix en Terre du Milieu. C’est ainsi qu’il rejoignit la Dernière Alliance des Elfes et des Hommes, invoquant une grande armée qui se joignit à la plus petite force d’Elfes de Lórien d’Amdír pour créer une grande armée d’Elfes Sylvains.
Les Elfes Sylvains étaient forts et courageux, mais malgré leur armure et leurs armes médiocres par rapport aux Noldor, Amdír et Oropher n’étaient pas disposés à se soumettre au commandement suprême de Gil-Galad et en tant que tels, ils subirent de lourdes pertes lors de la Guerre de la Dernière Alliance. Lors du tout premier assaut sur le Mordor, Oropher et d’autres elfes sylvains courageux et empressés se précipitèrent en avant, avant que Gil-Galad ne donne le signal de charger. Oropher lui-même fut tué peu de temps après, tandis que les deux tiers de son armée périrent au cours de la guerre. Après la défaite de Sauron, les restes de l’armée retournèrent à Vertbois-le-Grand sous le commandement de son fils Thranduil.

## Étymologie
Il y a deux possibilités :
Le nom d’Oropher signifie « grand hêtre » de oro signifiant « haut » et fêr signifiant « hêtre ». Oropher est originaire de Doriath indiquant que son nom pourrait être Sindarin (Doriathrin en particulier) mais lors de la fusion avec les Elfes de la Forêt, les Sindar de sa maison ont adopté leur langue et ont pris des noms de forme et de style Sylvain, il semble donc probable que son nom soit stylisé en elfique Sylvain.
Le nom "Oropher" est d'origine sindarine, l'une des langues elfiques créées par J.R.R. Tolkien pour son univers du Seigneur des Anneaux. Dans cette langue, "oro" signifie "montagne" et "pher" signifie "sage" ou "vieux". Ainsi, le nom Oropher pourrait être interprété comme signifiant "sage des montagnes" ou "vieux des montagnes". Cela pourrait refléter une certaine caractéristique de sa personnalité ou de son rôle en tant que chef elfique, bien que les détails précis de son personnage ne soient pas très développés dans les œuvres de Tolkien.

## Analyse
Sa mort eut un impact profond sur son fils Thranduil, qui lui succéda en tant que roi des Elfes de Vertbois. Thranduil gouverna avec sagesse malgré les défis posés par la proximité grandissante du Mordor et l'obscurcissement progressif de la forêt. Sous son règne, la Forêt Noire devint de plus en plus sombre et inhospitalière, reflétant la corruption croissante de la Terre du Milieu par le pouvoir de Sauron.
Bien que la vie d'Oropher soit relativement brève dans les récits de Tolkien, son héritage se poursuit à travers son fils et son petit-fils, qui jouent tous deux des rôles importants dans les événements ultérieurs, notamment dans la quête de l'Anneau Unique menée par Frodon et dans la guerre de l'Anneau contre Sauron.

## Création et évolution
Le premier nom d’Oropher était Rogner, tel qu’il est révélé dans La Nature de la Terre du Milieu.
Au fil du temps, Tolkien a développé le rôle d'Oropher dans l'histoire globale de la Terre du Milieu, le plaçant dans des événements clés tels que la guerre contre Sauron. Son refus de se soumettre à l'autorité de Gil-Galad et sa décision de mener ses propres forces lors de la bataille de la Dernière Alliance ont été intégrés à son caractère et à son arc narratif.
Tolkien s'est inspiré de diverses mythologies, langues et cultures pour créer ses personnages et leurs histoires. Les Elfes, y compris Oropher, ont été influencés par des éléments de la mythologie nordique, celtique et même par des aspects de la culture finnoise.

## Adaptations
Les récits dans lesquels Oropher apparaît n'ont pas été adaptés au cinéma, à la radio ou à la télévision.